# جرذ كنغري فيلي
جرذ كنغري فيلي (الاسم العلمي: Dipodomys elephantinus) (بالإنجليزية: big-eared kangaroo-rat)‏ هو نوع من الحيوانات يتبع جنس الجرذ الكنغري من فصيلة الفئران المتغايرة.